# ساول إلكنز
ساول إلكنز (بالإنجليزية: Saul Elkins)‏ هو منتج أفلام وكاتب سيناريو أمريكي، ولد في 29 يونيو 1907، وتوفي في 9 مايو 2001.

## وصلات خارجية
- ساول إلكنز على موقع IMDb (الإنجليزية)
- ساول إلكنز على موقع ألو سيني (الفرنسية)
- ساول إلكنز على موقع أول موفي (الإنجليزية)
- ساول إلكنز على موقع قاعدة بيانات الفيلم (الإنجليزية)
- ساول إلكنز على موقع كينوبويسك (الروسية)